# Samsung Galaxy J (gama)
La serie Samsung Galaxy J fue una línea móvil Android producido por la empresa surcoreana Samsung Electronics, lanzada en 2015 y descontinuada en 2019.

## Historia
Al estar posicionados principalmente en segmentos de gama media baja, todos los modelos de la serie tienen las características esenciales de un teléfono inteligente  estándar y difieren en tamaño y diseño. La letra J significa "Joy" o "Junior". Sin embargo, las nuevas funciones, como la cámara lenta y la grabación de video en cualquier resolución superior a 1080p y cualquier velocidad de cuadro superior a 30 cuadros por segundo, se omiten por completo.
Los modelos se actualizaban al menos una vez al año y mostraban actualizaciones menores o variantes con adiciones de nombres como Pro, Prime, Max, etc.
A pesar de tener un nombre similar, el Galaxy J original (SGH-N075/SC-02F), lanzado en 2013, en realidad no perteneció a la serie Galaxy J ya que este teléfono solo estaba disponible en algunos mercados, y también se posicionó como un teléfono inteligente final basado en el Samsung Galaxy S4.
En septiembre de 2018, hubo rumores de que Samsung reorganizará su línea de teléfonos inteligentes al descontinuar la serie Galaxy J junto con el Galaxy On exclusivo en línea a favor de extender el Galaxy A de gama media e introducir el Galaxy M como la nueva serie de teléfonos inteligentes exclusiva en línea para competir mejor contra los fabricantes chinos cada vez más populares, como Huawei, Oppo, Vivo y Xiaomi en el mercado de teléfonos inteligentes. Más tarde, Samsung presentó el M10 y el M20 en enero de 2019, seguido de Galaxy A10, A30 y A50 el mes siguiente, y finalmente anunció que la serie Galaxy J se fusionó oficialmente con la serie Galaxy A durante el evento de lanzamiento de la serie Galaxy A de 2019 en abril de 2019 celebrado en Tailandia. A partir de ese año, la gama "J" desapareció.

### Galaxy J1
| Modelo                                         | Número de modelo                                                                             | Fecha de lanzamiento | Tipo de pantalla | Tamaño de pantalla | Resolución de pantalla | SoC                                                                                  | GPU                                    | RAM                        | Memoria interna | Cámara      | Cámara      | Batería           | Sistema operativo | Sistema operativo                    |
| Modelo                                         | Número de modelo                                                                             | Fecha de lanzamiento | Tipo de pantalla | Tamaño de pantalla | Resolución de pantalla | SoC                                                                                  | GPU                                    | RAM                        | Memoria interna | Principal   | Frontal     | Batería           | Inicial           | Más reciente                         |
| ---------------------------------------------- | -------------------------------------------------------------------------------------------- | -------------------- | ---------------- | ------------------ | ---------------------- | ------------------------------------------------------------------------------------ | -------------------------------------- | -------------------------- | --------------- | ----------- | ----------- | ----------------- | ----------------- | ------------------------------------ |
| Galaxy J1                                      | SM-J100F SM-J100FN SM-J100H SM-J100H/DD SM-J100M SM-J100ML SM-J100MU SM-J100VPP SM-J100Y     | Febrero de 2015      | TFT              | 4.3"               | 480x800px (~217 ppi)   | Spreadtrum SC7727S 2x 1.2 GHz Cortex-A7                                              | Mali-400 MP1                           | 512 MB                     | 4 GB            | 5 MP, f/2.2 | 2 MP        | 1850 mAh (Li-Ion) | Android 4.4.4     | Android 4.4.4                        |
| Galaxy J1 4G                                   | SM-J100VZBPVZW                                                                               | Marzo de 2015        | TFT              | 4.3"               | 480x800px (~217 ppi)   | Spreadtrum SC7727S 2x 1.2 GHz Cortex-A7                                              | Mali-400 MP1                           | 768 MB                     | 4 GB            | 5 MP        | 2 MP        | 1850 mAh (Li-Ion) | Android 5.0.2     | Android 5.1.1                        |
| Galaxy J1 Ace                                  | SM-J110F SM-J110G SM-J110H SM-J110L SM-J110M                                                 | Octubre de 2015      | Super AMOLED     | 4.3"               | 480x800px (~217 ppi)   | Spreadtrum SC9830 4x 1.2 GHz Cortex-A7 Marvell PXA1908 2x 1.3 GHz Cortex-A53 (J110L) | Mali-400 MP2 Vivante GC7000 UL (J110L) | 512 MB (J110L) 768 MB 1 GB | 4 GB 8 GB       | 5 MP, f/2.2 | 2 MP        | 1900 mAh (Li-Ion) | Android 4.4.4     | Android 5.1.1                        |
| Galaxy J1 Ace Neo                              | SM-J111F SM-J111M                                                                            | Octubre de 2015      | Super AMOLED     | 4.3"               | 480x800px (~217 ppi)   | Spreadtrum SC9830 4x 1.5 GHz Cortex-A7                                               | Mali-400 MP2                           | 512 MB (J110L) 768 MB 1 GB | 4 GB 8 GB       | 5 MP, f/2.2 | 2 MP        | 1900 mAh (Li-Ion) | Android 4.4.4     | Android 5.1.1                        |
| Galaxy J1 (2016) Galaxy Express 3 Galaxy Amp 2 | SM-J120A SM-J120AZ SM-J120F SM-J120FN SM-J120G SM-J120H SM-J120M SM-J120T SM-J120W SM-J120ZN | Enero de 2016        | Super AMOLED     | 4.5"               | 480x800px (~207 ppi)   | Spreadtrum SC9830 4x 1.3 GHz Cortex-A7                                               | Mali-400 MP2                           | 1 GB                       | 8 GB            | 5 MP, f/2.2 | 2 MP, f/2.2 | 2050 mAh (Li-Ion) | Android 5.1.1     | Android 5.1.1                        |
| Galaxy J1 Nxt                                  | SM-J105B SM-J105F SM-J105H SM-J105M SM-J105Y                                                 | Febrero de 2016      | TFT              | 4"                 | 480x800px (~233 ppi)   | Spreadtrum SC9830 4x 1.2 GHz Cortex-A7                                               | Mali-400 MP2                           | 1 GB                       | 8 GB            | 5 MP        | n/a         | 1500 mAh (Li-Ion) | Android 5.1.1     | Android 5.1.1                        |
| Galaxy J1 mini                                 | SM-J105B SM-J105F SM-J105H SM-J105M SM-J105Y                                                 | Febrero de 2016      | TFT              | 4"                 | 480x800px (~233 ppi)   | Spreadtrum SC9830 4x 1.2 GHz Cortex-A7                                               | Mali-400 MP2                           | 768 MB                     | 8 GB            | 5 MP        | n/a         | 1500 mAh (Li-Ion) | Android 5.1.1     | Android 5.1.1                        |
| Galaxy J1 mini prime Galaxy V2                 | SM-J106B SM-J106F SM-J106H SM-J106M                                                          | Diciembre de 2016    | TFT              | 4"                 | 480x800px (~233 ppi)   | Spreadtrum SC9830 4x 1.2 GHz Cortex-A7 4x 1.5 GHz Cortex-A7 (SM-J106F)               | Mali-400 MP2                           | 1 GB                       | 8 GB eMMC 5.1   | 5 MP, f/2.2 | n/a         | 1500 mAh (Li-Ion) | Android 5.1.1     | Android 5.1.1 Android 6.0 (SM-J106F) |

### Galaxy J2
| Modelo                                  | Número de modelo                                                 | Fecha de lanzamiento | Tipo de pantalla | Tamaño de pantalla | Resolución de pantalla | SoC                                              | GPU                    | RAM                | Memoria interna     | Cámara      | Cámara      | Batería           | Sistema operativo | Sistema operativo |
| Modelo                                  | Número de modelo                                                 | Fecha de lanzamiento | Tipo de pantalla | Tamaño de pantalla | Resolución de pantalla | SoC                                              | GPU                    | RAM                | Memoria interna     | Principal   | Frontal     | Batería           | Inicial           | Más reciente      |
| --------------------------------------- | ---------------------------------------------------------------- | -------------------- | ---------------- | ------------------ | ---------------------- | ------------------------------------------------ | ---------------------- | ------------------ | ------------------- | ----------- | ----------- | ----------------- | ----------------- | ----------------- |
| Galaxy J2 Galaxy J2 Duos                | SM-J200F SM-J200GU SM-J200H SM-J200M SM-J200Y                    | Septiembre de 2015   | Super AMOLED     | 4.37"              | 540x960px (~234 ppi)   | Samsung Exynos 3 Quad 3475 4x 1.3 GHz Cortex-A7  | Mali-T720 @600 MHz     | 1 GB LPDDR3        | 8 GB eMMC 4.5       | 5 MP, f/2.2 | 2 MP, f/2.2 | 2000 mAh (Li-Ion) | Android 5.1.1     | Android 5.1.1     |
| Galaxy J2 (2016)                        | SM-J210F SM-J210G SM-J210GU                                      | Julio de 2016        | Super AMOLED     | 5"                 | 720x1280px (~294 ppi)  | Spreadtrum SC8830 4x 1.5 GHz Cortex-A7           | Mali-400 MP2           | 1.5 GB             | 8 GB                | 8 MP, f/2.2 | 5 MP, f/2.2 | 2600 mAh (Li-Ion) | Android 6.0.1     | Android 6.0.1     |
| Galaxy J2 Pro (2016)                    | SM-J210F SM-J210G SM-J210GU                                      | Julio de 2016        | Super AMOLED     | 5"                 | 720x1280px (~294 ppi)  | Spreadtrum SC8830 4x 1.5 GHz Cortex-A7           | Mali-400 MP2           | 2 GB               | 16 GB               | 8 MP, f/2.2 | 5 MP, f/2.2 | 2600 mAh (Li-Ion) | Android 6.0.1     | Android 6.0.1     |
| Galaxy J2 Prime                         | SM-G532F SM-G532G SM-G532M SM-G532MT                             | Noviembre de 2016    | PLS LCD          | 5"                 | 540x960px (~220 ppi)   | MediaTek MT6737T 4x 1.5 GHz Cortex-A53           | Mali-T720 MP2 @600 MHz | 1.5 GB             | 8 GB 16 GB eMMC 5.0 | 8 MP, f/2.2 | 5 MP, f/2.2 | 2600 mAh (Li-Ion) | Android 6.0.1     | Android 6.0.1     |
| Galaxy J2 (2017) Galaxy J2 Duos (2017)  | SM-J200BT SM-J200G                                               | Octubre de 2017      | Super AMOLED     | 4.37"              | 540x960px (~234 ppi)   | Samsung Exynos 3 Quad 3475 4x 1.3 GHz Cortex-A7  | Mali-T720 @600 MHz     | 1 GB LPDDR3        | 8 GB eMMC 4.5       | 8 MP, f/2.2 | 5 MP, f/2.2 | 2000 mAh (Li-Ion) | Android 7.0       | Android 7.0       |
| Galaxy J2 (2018) Galaxy Grand Prime Pro | SM-J250F SM-J250G SM-J250M SM-J250Y                              | Enero de 2018        | Super AMOLED     | 5"                 | 540x960px (~220 ppi)   | Qualcomm Snapdragon 425 4x 1.4 GHz Cortex-A53    | Adreno 308 @500 MHz    | 1.5 GB 2 GB LPDDR3 | 16 GB eMMC 5.1      | 8 MP, f/2.2 | 5 MP, f/2.2 | 2600 mAh (Li-Ion) | Android 7.1.1     | Android 7.1.1     |
| Galaxy J2 Pro (2018)                    | SM-J210H                                                         | 2018                 | Super AMOLED     | 5"                 | 540x960px (~220 ppi)   | Spreadtrum SC8830 4x 1.5 GHz Cortex-A8           | Mali-400 MP2           | 1.5 GB             | 8 GB                | 8 MP, f/2.2 | 5 MP, f/2.2 | 2600 mAh (Li-Ion) | Android 8.1 Oreo  | Android GO        |
| Galaxy J2 Core                          | SM-J260A SM-S260DL SM-J260F SM-J260G SM-J260M SM-J260T1 SM-J260Y | Agosto de 2018       | PLS LCD          | 5"                 | 540x960px (~220 ppi)   | Samsung Exynos 7 Quad 7570 4x 1.4 GHz Cortex-A53 | Mali-T720 MP1 @830 MHz | 1 GB LPDDR3        | 8 GB 16 GB eMMC 5.0 | 8 MP, f/2.2 | 5 MP, f/2.2 | 2600 mAh (Li-Ion) | Android 8.1 (Go)  | Android 8.1 (Go)  |
| Galaxy J2 Pure                          | SM-J260AZ                                                        | Febrero de 2019      | PLS LCD          | 5"                 | 540x960px (~220 ppi)   | Samsung Exynos 7 Quad 7570 4x 1.4 GHz Cortex-A53 | Mali-T720 MP1 @830 MHz | 2 GB LPDDR3        | 16 GB               | 8 MP, f/2.2 | 5 MP, f/2.2 | 2600 mAh (Li-Ion) | Android 8.1 (Go)  | Android 8.1 (Go)  |
| Galaxy J2 Core (2020)                   | SM-J260FU SM-J260GU SM-J260GU/DS SM-J260MU                       | Abril de 2020        | PLS LCD          | 5"                 | 540x960px (~220 ppi)   | Samsung Exynos 7 Quad 7570 4x 1.4 GHz Cortex-A53 | Mali-T720 MP1 @830 MHz | 1 GB LPDDR3        | 16 GB               | 8 MP, f/2.2 | 5 MP, f/2.2 |                   | Android 8.1 (Go)  | Android 8.1 (Go)  |

### Galaxy J3
| Modelo                                                                                       | Número de modelo | Fecha de lanzamiento | Tipo de pantalla                          | Tamaño de pantalla | Resolución de pantalla | SoC | GPU                                                                            | RAM         | Almacenamiento Interno | Cámara                        | Cámara                 | Batería           | Sistema operativo                | Sistema operativo                                               |
| Modelo                                                                                       | Número de modelo | Fecha de lanzamiento | Tipo de pantalla                          | Tamaño de pantalla | Resolución de pantalla | SoC | GPU                                                                            | RAM         | Almacenamiento Interno | Principal                     | Frontal                | Batería           | Inicial                          | Más reciente                                                    |
| -------------------------------------------------------------------------------------------- | --- | -------------------- | ----------------------------------------- | ------------------ | ---------------------- | --- | ------------------------------------------------------------------------------ | ----------- | ---------------------- | ----------------------------- | ---------------------- | ----------------- | -------------------------------- | --------------------------------------------------------------- |
| Galaxy J3 (2016) India: Galaxy J3 Pro Galaxy J3 V (Verizon) Galaxy Amp Prime                 | SM-J320A SM-J320F SM-J320FN SM-J320G SM-J320H SM-J320M SM-J320N0 SM-J320P SM-J320V SM-J320W8 SM-J320Y SM-J320YZ SM-J320ZN SM-J3109 | Mayo de 2016         | Super AMOLED With Asahi Dragontrail Glass | 5"                 | 720x1280px (~294 ppi)  | Spreadtrum SC9830 4x 1.5 GHz Cortex-A7 Samsung Exynos 3 Quad 3475 4x 1.3 GHz Cortex-A7 (USA)                                                                 | Mali-400 MP2 Mali-T720 @600 MHz (USA)                                          | 1.5 GB 2 GB | 8 GB 16 GB             | 8 MP, f/2.2 5 MP, f/2.2 (USA) | 5 MP, f/2.2 2 MP (USA) | 2600 mAh (Li-Ion) | Android 5.1.1 Android 6.0 (USA)  | Android 6.0 Android 7.1.1 (USA)                                 |
| Galaxy J3 Pro (China)                                                                        | SM-J327 SM-J3119 SM-J3119S SM-J3110                                                                                                | Junio de 2016        | Super AMOLED                              | 5"                 | 720x1280px (~294 ppi)  | Qualcomm Snapdragon 410 4x 1.2 GHz Cortex-A53 | Adreno 306 @450 MHz                                                            | 2 GB        | 16 GB eMMC 4.5         | 8 MP, f/2.2                   | 5 MP, f/2.2            | 2600 mAh (Li-Ion) | Android 5.1.1                    | Android 5.1.1                                                   |
| Galaxy J3 Prime Galaxy J3 Emerge Galaxy J3 Eclipse Galaxy Express Prime 2 Galaxy Amp Prime 2 | SM-J327 SM-J327A SM-J326AZ SM-J327P SM-J327T SM-J327V SM-J327W                                                                     | Enero de 2017        | TFT                                       | 5"                 | 720x1280px (~294 ppi)  | Qualcomm Snapdragon 425 4x 1.4 GHz Cortex-A53 Qualcomm Snapdragon 430 8x 1.4 GHz Cortex-A53 (J327P) Samsung Exynos 7 Quad 7570 4x 1.4 GHz Cortex-A53 (J327A) | Adreno 308 @500 MHz Adreno 505 @450 MHz (J327P) Mali-T720 MP1 @830 MHz (J327A) | 1.5 GB      | 16 GB eMMC 5.1         | 5 MP, f/1.9                   | 2 MP, f/2.2            | 2600 mAh (Li-Ion) | Android 6.0 (TouchWiz)           | Android 7.0 (Samsung Experience)                                |
| Galaxy J3 (2017) Galaxy J3 Pro (2017) Galaxy J3 (2017) Duos                                  | SM-J327F SM-J327U SM-J330F SM-J330FN SM-J330G SM-J330L SM-J330N SM-J3300 SM-J3308 SM-S337TL J330F J330G                            | Julio de 2017        | PLS LCD                                   | 5"                 | 720x1280px (~294 ppi)  | Samsung Exynos 7 Quad 7570 4x 1.4 GHz Cortex-A53 | Mali-T720 MP1 @830 MHz                                                         | 2 GB LPDDR3 | 16 GB eMMC 5.0         | 13 MP, f/1.9                  | 5 MP, f/2.2            | 2400 mAh (Li-Ion) | Android 7.0 (Samsung Experience) | Android 9.0 (One UI)                                            |
| Galaxy J3 (2018) Galaxy J3 Star Galaxy Amp Prime 3 Galaxy J3 V 2018 Galaxy J3 Aura           | SM-J337A SM-J337AZ SM-J337P SM-J337R SM-J337T SM-J337U SM-J337VPP SM-J337W                                                         | Junio de 2018        | PLS LCD                                   | 5"                 | 720x1280px (~294 ppi)  | Samsung Exynos 7 Quad 7570 4x 1.4 GHz Cortex-A53 | Mali-T720 MP1 @830 MHz                                                         | 2 GB LPDDR3 | 16 GB eMMC 5.0         | 8 MP, f/1.9                   | 5 MP, f/2.2            | 2600 mAh (Li-Ion) | Android 8.0 (Samsung Experience) | Android 8.0 (Samsung Experience) Android 9.0 (One UI) (Verizon) |

### Galaxy J4
| Modelo         | Número de modelo                               | Fecha de lanzamiento | Tipo de pantalla | Tamaño de pantalla | Resolución de pantalla | SoC                                              | GPU                    | RAM              | Almacenamiento interno | Cámara       | Cámara      | Batería           | Sistema operativo                | Sistema operativo    |
| Modelo         | Número de modelo                               | Fecha de lanzamiento | Tipo de pantalla | Tamaño de pantalla | Resolución de pantalla | SoC                                              | GPU                    | RAM              | Almacenamiento interno | Principal    | Frontal     | Batería           | Inicial                          | Más reciente         |
| -------------- | ---------------------------------------------- | -------------------- | ---------------- | ------------------ | ---------------------- | ------------------------------------------------ | ---------------------- | ---------------- | ---------------------- | ------------ | ----------- | ----------------- | -------------------------------- | -------------------- |
| Galaxy J4      | SM-J400F SM-J400G SM-J400M                     | Mayo de 2018         | Super AMOLED     | 5.5"               | 720x1280px (~267 ppi)  | Samsung Exynos 7 Quad 7570 4x 1.4 GHz Cortex-A53 | Mali-T720 MP1 @830 MHz | 2 GB 3 GB LPDDR3 | 16 GB 32 GB eMMC 5.0   | 13 MP, f/1.9 | 5 MP, f/2.2 | 3000 mAh (Li-Ion) | Android 8.0 (Samsung Experience) | Android 10 (One UI)  |
| Galaxy J4+     | SM-J415F SM-J415FN SM-J415G SM-J415GN SM-J415N | Octubre de 2018      | IPS LCD          | 6"                 | 720x1480px (~274 ppi)  | Qualcomm Snapdragon 425 4x 1.4 GHz Cortex-A53    | Adreno 308 @500 MHz    | 2 GB 3 GB LPDDR3 | 16 GB 32 GB eMMC 5.1   | 13 MP, f/1.9 | 5 MP, f/2.2 | 3300 mAh (Li-Ion) | Android 8.1 (Samsung Experience) | Android 9.0 (One UI) |
| Galaxy J4 Core | SM-J410D SM-J410F SM-J410G                     | Noviembre de 2018    | IPS LCD          | 6"                 | 720x1480px (~274 ppi)  | Qualcomm Snapdragon 425 4x 1.4 GHz Cortex-A53    | Adreno 308 @500 MHz    | 1 GB LPDDR3      | 16 GB eMMC 5.1         | 8 MP, f/2.2  | 5 MP, f/2.2 | 3300 mAh (Li-Ion) | Android 8.1 (Go)                 | Android 8.1 (Go)     |

### Galaxy J5
| Modelo                                                      | Número de modelo | Fecha de lanzamiento | Tipo de pantalla | Tamaño de pantalla | Resolución de pantalla | SoC                                              | GPU                    | RAM              | Almacenamiento interno | Cámara       | Cámara       | Batería           | Sistema operativo                | Sistema operativo                |
| Modelo                                                      | Número de modelo | Fecha de lanzamiento | Tipo de pantalla | Tamaño de pantalla | Resolución de pantalla | SoC                                              | GPU                    | RAM              | Almacenamiento interno | Principal    | Frontal      | Batería           | Inicial                          | Más reciente                     |
| ----------------------------------------------------------- | --- | -------------------- | ---------------- | ------------------ | ---------------------- | ------------------------------------------------ | ---------------------- | ---------------- | ---------------------- | ------------ | ------------ | ----------------- | -------------------------------- | -------------------------------- |
| Galaxy J5 (2015)                                            | SM-J500F SM-J500FN SM-J500G SM-J500H SM-J500M SM-J500N0 SM-J500Y SM-J5007 SM-J5008 J5 J500S                                        | Julio de 2015        | Super AMOLED     | 5"                 | 720x1280px (~294 ppi)  | Qualcomm Snapdragon 410 4x 1.2 GHz Cortex-A53    | Adreno 306 @450 MHz    | 1.5 GB           | 8 GB 16 GB eMMC 4.5    | 13 MP, f/1.9 | 5 MP, f/2.2  | 2600 mAh (Li-Ion) | Android 5.1.1                    | Android 6.0.1                    |
| Galaxy J5 (2016) Galaxy J5 Metal                            | SM-J510F SM-J510FN SM-J510FQ SM-J510G SM-J510GN SM-J510H SM-J510K SM-J510L SM-J510M SM-J510MN SM-J510S SM-J510UN SM-J510Y SM-J5108 | Abril de 2016        | Super AMOLED     | 5.2"               | 720x1280px (~282 ppi)  | Qualcomm Snapdragon 410 4x 1.2 GHz Cortex-A53    | Adreno 306 @450 MHz    | 2 GB             | 16 GB eMMC 4.5         | 13 MP, f/1.9 | 5 MP, f/2.2  | 3100 mAh (Li-Ion) | Android 6.0.1 (TouchWiz)         | Android 7.1.1                    |
| Galaxy J5 Prime                                             | SM-G570F SM-G570F/DD SM-G570M SM-G570Y                                                                                             | Octubre de 2016      | IPS LCD          | 5"                 | 720x1280px (~294 ppi)  | Samsung Exynos 7 Quad 7570 4x 1.4 GHz Cortex-A53 | Mali-T720 MP1 @830 MHz | 2 GB LPDDR3      | 16 GB 32 GB eMMC 5.0   | 13 MP, f/1.9 | 5 MP, f/2.2  | 2400 mAh (Li-Ion) | Android 6.0.1 (TouchWiz)         | Android 8.0 (Samsung Experience) |
| Galaxy J5 (2017) Galaxy J5 Pro (2017) Galaxy J5 (2017) Duos | SM-J530F SM-J530FM SM-J530G SM-J530GM SM-J530K SM-J530L SM-J530S SM-J530Y SM-J530YM                                                | Junio de 2017        | Super AMOLED     | 5.2"               | 720x1280px (~282 ppi)  | Samsung Exynos 7 Octa 7870 8x 1.6 GHz Cortex-A53 | Mali-T830 MP1 @700 MHz | 2 GB 3 GB LPDDR3 | 16 GB 32 GB eMMC 5.1   | 13 MP, f/1.7 | 13 MP, f/1.9 | 3000 mAh (Li-Ion) | Android 7.0 (Samsung Experience) | Android 9.0 (One UI)             |

### Galaxy J6
| Modelo                      | Número de modelo                                         | Fecha de lanzamiento | Tipo de pantalla | Tamaño de pantalla | Resolución de pantalla | SoC                                              | GPU                    | RAM                   | Almacenamiento interno | Cámara                              | Cámara      | Batería           | Sistema operativo                | Sistema operativo   |
| Modelo                      | Número de modelo                                         | Fecha de lanzamiento | Tipo de pantalla | Tamaño de pantalla | Resolución de pantalla | SoC                                              | GPU                    | RAM                   | Almacenamiento interno | Principal                           | Frontal     | Batería           | Inicial                          | Más reciente        |
| --------------------------- | -------------------------------------------------------- | -------------------- | ---------------- | ------------------ | ---------------------- | ------------------------------------------------ | ---------------------- | --------------------- | ---------------------- | ----------------------------------- | ----------- | ----------------- | -------------------------------- | ------------------- |
| Galaxy J6 India: Galaxy On6 | SM-J600F SM-J600FN SM-J600G SM-J600GF SM-J600GT SM-J600L | Octubre de 2018      | Super AMOLED     | 5.6"               | 720x1480px (~293 ppi)  | Samsung Exynos 7 Octa 7870 8x 1.6 GHz Cortex-A53 | Mali-T830 MP1 @700 MHz | 2 GB 3 GB 4 GB LPDDR3 | 32 GB 64 GB eMMC 5.1   | 13 MP, f/1.9                        | 8 MP, f/1.9 | 3000 mAh (Li-Ion) | Android 8.0 (Samsung Experience) | Android 10 (One UI) |
| Galaxy J6+                  | SM-J610F SM-J610FN SM-J610G                              | Octubre de 2018      | IPS LCD          | 6"                 | 720x1480px (~274 ppi)  | Qualcomm Snapdragon 425 4x 1.4 GHz Cortex-A53    | Adreno 308 @500 MHz    | 3 GB 4 GB LPDDR3      | 32 GB 64 GB eMMC 5.1   | 13 MP, f/1.9 + 5 MP, f/1.9, (Depth) | 8 MP, f/1.9 | 3300 mAh (Li-Ion) | Android 8.1 (Samsung Experience) | Android 10 (One UI) |

### Galaxy J7
| Modelo                                                        | Número de modelo                                                                              | Fecha de lanzamiento | Tipo de pantalla         | Tamaño de pantalla | Resolución de pantalla | SoC | GPU | RAM                      | Almacenamiento interno     | Cámara                              | Cámara              | Batería           | Sistema operativo                  | Sistema operativo                                                                                                   |
| Modelo                                                        | Número de modelo                                                                              | Fecha de lanzamiento | Tipo de pantalla         | Tamaño de pantalla | Resolución de pantalla | SoC | GPU | RAM                      | Almacenamiento interno     | Principal                           | Frontal             | Batería           | Inicial                            | Más reciente |
| ------------------------------------------------------------- | --------------------------------------------------------------------------------------------- | -------------------- | ------------------------ | ------------------ | ---------------------- | --- | --- | ------------------------ | -------------------------- | ----------------------------------- | ------------------- | ----------------- | ---------------------------------- | --- |
| Galaxy J7 Galaxy J7 Duos                                      | SM-J700F SM-J700H SM-J700K SM-J700M SM-J700P SM-J700T SM-J700T1 SM-j7008 J7                   | Julio de 2015        | Super AMOLED             | 5.5"               | 720x1280px (~267 ppi)  | Qualcomm Snapdragon 615 4x 1.5 GHz + 4x 1.0 GHz Cortex-A53 Samsung Exynos 7 Octa 7580 8x 1.6 GHz Cortex-A53 (SM-J700F, SM-J700H) Qualcomm Snapdragon 410 4x 1.2 GHz Cortex-A53 (SM-J700K) Qualcomm Snapdragon 415 8x 1.4 GHz Cortex-A53 (SM-J700P) | Adreno 405 @550 MHz Mali-T720 MP2 @668 MHz (SM-J700F, SM-J700H) Adreno 306 @450 MHz (SM-J700K) Adreno 405 @550 MHz (SM-J700P) | 1.5 GB LPDDR3            | 16 GB                      | 13 MP, f/1.9                        | 5 MP, f/2.2         | 3000 mAh (Li-Ion) | Android 5.1                        | Android 5.1.1 (SM-J700K) Android 6.0.1 (SM-J700F, SM-J700H, SM-J700M) Android 7.1.1 (SM-J700P, SM-J700T, SM-J700T1) |
| Galaxy J7 (2016) Galaxy J7 Duos (2016)                        | SM-J710F SM-J710FN SM-J710FQ SM-J710GN SM-J710H SM-J710K SM-J710M SM-J710MN SM-J7108 SM-J7109 | Abril de 2016        | Super AMOLED             | 5.5"               | 720x1280px (~267 ppi)  | Samsung Exynos 7 Octa 7870 8x 1.6 GHz Cortex-A53 Qualcomm Snapdragon 617 4x 1.5 GHz + 4x 1.2 GHz Cortex-A53 (China) | Mali-T830 MP1 @700 MHz Adreno 405 @550 MHz (China)                                                                            | 2 GB 3 GB (China) LPDDR3 | 16 GB eMMC 5.1             | 13 MP, f/1.9                        | 5 MP, f/1.9         | 3300 mAh (Li-Ion) | Android 6.0.1 (TouchWiz)           | Android 8.1 (Samsung Experience)                                                                                    |
| Galaxy J7 Prime Galaxy On Nxt                                 | SM-G610 SM-G610F SM-G610M SM-G610Y                                                            | Noviembre de 2016    | IPS LCD                  | 5.5"               | 1080x1920px (~401 ppi) | Samsung Exynos 7 Octa 7870 8x 1.6 GHz Cortex-A53 | Mali-T830 MP1 @700 MHz | 3 GB LPDDR3              | 16 GB 32 GB eMMC 5.1       | 13 MP, f/1.9                        | 8 MP, f/1.9         | 3300 mAh (Li-Ion) | Android 6.0.1 (TouchWiz)           | Android 8.1 (Samsung Experience)                                                                                    |
| Galaxy J7 V                                                   | SM-J727A SM-J727AZ SM-J727F SM-J727P SM-J727R4 SM-J727S SM-J727T SM-J727U SM-J727V SM-J727VPP | Marzo de 2017        | IPS LCD                  | 5.5"               | 720x1280px (~267 ppi)  | Qualcomm Snapdragon 625 8x 2.0 GHz Cortex-A53 | Adreno 506 @650 MHz | 2 GB LPDDR3              | 16 GB eMMC 5.1             | 8 MP                                | 5 MP                | 3300 mAh (Li-Ion) | Android 7.0 (Samsung Experience)   | Android 8.1 (Samsung Experience)                                                                                    |
| Galaxy J7 Sky Pro                                             | SM-S727VL                                                                                     | Marzo de 2017        | IPS LCD                  | 5.5"               | 720x1280px (~267 ppi)  | Qualcomm Snapdragon 425 4x 1.4 GHz Cortex-A53 | Adreno 308 @500 MHz | 2 GB LPDDR3              | 16 GB eMMC 5.1             | 8 MP                                | 5 MP                | 3300 mAh (Li-Ion) | Android 6.0                        | Android 6.0 |
| Galaxy J7 Max Galaxy On Max                                   | SM-G615F SM-G615FU                                                                            | Junio de 2017        | PLS LCD                  | 5.7"               | 1080x1920px (~386 ppi) | MediaTek Helio P20 4x 2.3 GHz Cortex-A53 + 4x 1.6 GHz Cortex-A53 | Mali-T880 MP2 @900 MHz | 4 GB LPDDR4X             | 32 GB                      | 13 MP, f/1.7                        | 13 MP, f/1.9        | 3300 mAh (Li-Ion) | Android 7.0 (Samsung Experience)   | Android 8.1 (Samsung Experience)                                                                                    |
| Galaxy J7 Nxt Galaxy J7 Nxt Duos Galaxy J7 Neo Galaxy J7 Core | SM-J701F SM-J701M SM-J701MT                                                                   | Julio de 2017        | Super AMOLED             | 5.5"               | 720x1280px (~267 ppi)  | Samsung Exynos 7 Octa 7870 8x 1.6 GHz Cortex-A53 | Mali-T830 MP1 @700 MHz | 2 GB 3 GB LPDDR3         | 16 GB 32 GB                | 13 MP, f/1.9                        | 5 MP, f/2.2         | 3000 mAh (Li-Ion) | Android 7.0 (Samsung Experience)   | Android 9.0 (One UI)                                                                                                |
| Galaxy J7 (2017) Galaxy J7 Pro                                | SM-J730F SM-J730FM SM-J730K                                                                   | Julio de 2017        | Super AMOLED             | 5.5"               | 1080x1920px (~401 ppi) | Samsung Exynos 7 Octa 7870 8x 1.6 GHz Cortex-A53 | Mali-T830 MP1 @700 MHz | 2 GB 3 GB LPDDR3         | 16 GB eMMC 5.1             | 13 MP, f/1.7                        | 13 MP, f/1.9        | 3600 mAh (Li-Ion) | Android 7.0 (Samsung Experience)   | Android 9.0 (One UI)                                                                                                |
| Galaxy J7 Pro                                                 | SM-J730G SM-J730GM                                                                            | Julio de 2017        | Super AMOLED             | 5.5"               | 1080x1920px (~401 ppi) | Samsung Exynos 7 Octa 7870 8x 1.6 GHz Cortex-A53 | Mali-T830 MP1 @700 MHz | 3 GB LPDDR3              | 16 GB 32 GB 64 GB eMMC 5.1 | 13 MP, f/1.7                        | 13 MP, f/1.9        | 3600 mAh (Li-Ion) | Android 7.0 (Samsung Experience)   | Android 9.0 (One UI)                                                                                                |
| Galaxy J7+                                                    | SM-C710F SM-C7100 SM-C7108                                                                    | Octubre de 2017      | Super AMOLED             | 5.5"               | 1080x1920px (~401 ppi) | MediaTek Helio P20 4x 2.3 GHz Cortex-A53+ 4x 1.6 GHz Cortex-A53 | Mali-T880 MP2 @900 MHz | 3 GB 4 GB LPDDR4X        | 32 GB 64 GB                | 13 MP, f/1.7 + 5 MP, f/1.9, (Depth) | 16 MP, f/1.9        | 3000 mAh (Li-Ion) | Android 7.1.1 (Samsung Experience) | Android 8.1 |
| Galaxy J7 Prime 2 Galaxy J7 Prime (2018)                      | SM-G611F SM-G611FF SM-G611K SM-G611M SM-G611MT                                                | Abril de 2018        | IPS LCD                  | 5.5"               | 1080x1920px (~401 ppi) | Samsung Exynos 7 Octa 7870 8x 1.6 GHz Cortex-A53 | Mali-T830 MP1 @700 MHz | 3 GB LPDDR3              | 32 GB eMMC 5.1             | 13 MP, f/1.9                        | 13 MP, f/1.9        | 3300 mAh (Li-Ion) | Android 7.1.1 (Samsung Experience) | Android 9.0 (One UI)                                                                                                |
| Galaxy J7 Duo                                                 | SM-J720F SM-J720F/DS SM-J720M SM-J720M/DS                                                     | Abril de 2018        | Super AMOLED             | 5.5"               | 720x1280px (~267 ppi)  | Samsung Exynos 7885 2x 2.2 GHz Cortex-A73 + 6x 1.6 GHz Cortex-A53 | Mali-G71 MP2 @1.1 GHz | 3 GB 4 GB LPDDR4         | 32 GB eMMC 5.1             | 13 MP, f/1.9 + 5 MP, f/1.9, (Depth) | 8 MP, f/1.9         | 3000 mAh (Li-Ion) | Android 8.0 (Samsung Experience)   | Android 10 (One UI)                                                                                                 |
| Galaxy J7 (2018)                                              | SM-J737A SM-J737F SM-J737P SM-J737S SM-J737T SM-J737T1 SM-J737U SM-J737V                      | Julio de 2018        | TFT With Gorilla Glass 5 | 5.5"               | 720x1280px (~267 ppi)  | Samsung Exynos 7 Octa 7870 8x 1.6 GHz Cortex-A53 | Mali-T830 MP1 @700 MHz | 2 GB LPDDR3              | 16 GB 32 GB eMMC 5.1       | 8 MP / 13 MP, f/1.7                 | 5 MP / 13 MP, f/1.7 | 3300 mAh (Li-Ion) | Android 8.0 (Samsung Experience)   | Android 9.0 (One UI)                                                                                                |

### Galaxy J8
| Modelo                      | Número de modelo                                    | Fecha de lanzamiento | Tipo de pantalla | Tamaño de pantalla | Resolución de pantalla | SoC                                           | GPU                 | RAM              | Almacenamiento interno | Cámara                              | Cámara       | Batería           | Sistema operativo                | Sistema operativo   |
| Modelo                      | Número de modelo                                    | Fecha de lanzamiento | Tipo de pantalla | Tamaño de pantalla | Resolución de pantalla | SoC                                           | GPU                 | RAM              | Almacenamiento interno | Principal                           | Frontal      | Batería           | Inicial                          | Más reciente        |
| --------------------------- | --------------------------------------------------- | -------------------- | ---------------- | ------------------ | ---------------------- | --------------------------------------------- | ------------------- | ---------------- | ---------------------- | ----------------------------------- | ------------ | ----------------- | -------------------------------- | ------------------- |
| Galaxy J8 India: Galaxy On8 | SM-J810F SM-J810G SM-J810GF SM-J810M SM-J810Y J810Y | Julio de 2018        | Super AMOLED     | 6"                 | 720x1480px (~274 ppi)  | Qualcomm Snapdragon 450 8x 1.8 GHz Cortex-A53 | Adreno 506 @600 MHz | 3 GB 4 GB LPDDR3 | 32 GB 64 GB eMMC 5.1   | 16 MP, f/1.7 + 5 MP, f/1.9, (Depth) | 16 MP, f/1.9 | 3500 mAh (Li-Ion) | Android 8.0 (Samsung Experience) | Android 10 (One UI) |

## Sucesor
La serie Galaxy J se descontinuó en 2019 a favor de extender la serie Galaxy A de gama media, además de presentar la serie Galaxy M exclusiva en línea. La línea de 2019 también presentó el nuevo esquema de nombres de Samsung, con números de dos dígitos en lugar de un solo dígito de los modelos de la generación anterior.